# Віченцівська діоцезія
Віче́нцівська діоце́зія (лат. Dioecesis Vicentina; італ. Diocesi di Vicenza) — діоцезія римського обряду Католицької церкви в Італії, з центром у місті Віченца. Охоплює терени Венето. Входить до складу Венеційської церковної провінції. Суфраганна діоцезія Венеційського патріархату. Заснована 100 року. Голова — єпископ Віченцівський. Центральний храм — Віченцівський собор.  Площа — 2,200 км². Населення — 853,394 ос.; з них католики — 787,000 ос. (92.2%). Чинний голова — Беньяміно Піцціоль, єпископ Віченцівський.

## Назва
- Віче́нцівська діоце́зія (лат. Dioecesis Vicentina;  італ. Diocesi di Vicenza)
- Віче́нцівське єпи́скопство — за титулом ієрарха і назвою катедри.

## Історія
У ІІ столітті була створена Веронська діоцезія.

## Єпископи
- Беньяміно Піцціоль

## Статистика
Згідно з «Annuario Pontificio» і Catholic-Hierarchy.org:
| Рік  | Населення | Населення | Населення | Священики | Священики | Священики | Священики           | Диякони | Ченці    | Ченці | Парафії |
| Рік  | католики  | загалом   | %         | загалом   | секулярні | ченці     | вірних на священика | Диякони | чоловіки | жінки | Парафії |
| ---- | --------- | --------- | --------- | --------- | --------- | --------- | ------------------- | ------- | -------- | ----- | ------- |
| 1950 | 602.600   | 602.788   | 100,0     | 899       | 705       | 194       | 670                 |         | 325      | 2.238 | 307     |
| 1969 | 617.670   | 617.993   | 99,9      | 961       | 731       | 230       | 642                 | 7       | 381      | 2.747 | 345     |
| 1980 | 701.723   | 703.129   | 99,8      | 971       | 725       | 246       | 722                 | 10      | 399      | 2.852 | 349     |
| 1990 | 737.820   | 739.501   | 99,8      | 927       | 687       | 240       | 795                 | 24      | 409      | 2.290 | 354     |
| 1999 | 753.409   | 764.924   | 98,5      | 852       | 613       | 239       | 884                 | 21      | 318      | 2.257 | 354     |
| 2000 | 753.474   | 766.118   | 98,3      | 842       | 600       | 242       | 894                 | 21      | 318      | 2.289 | 354     |
| 2001 | 754.069   | 768.464   | 98,1      | 815       | 586       | 229       | 925                 | 26      | 286      | 2.502 | 354     |
| 2002 | 753.045   | 768.391   | 98,0      | 828       | 594       | 234       | 909                 | 26      | 289      | 2.235 | 354     |
| 2003 | 753.150   | 768.928   | 97,9      | 798       | 589       | 209       | 943                 | 33      | 262      | 1.809 | 354     |
| 2004 | 753.556   | 769.817   | 97,9      | 794       | 580       | 214       | 949                 | 32      | 295      | 2.162 | 354     |
| 2010 | 790.848   | 855.608   | 92,4      | 732       | 533       | 199       | 1.080               | 38      | 261      | 1.825 | 354     |
| 2014 | 787.000   | 853.394   | 92,2      | 683       | 489       | 194       | 1.152               | 41      | 253      | 1.658 | 354     |